# Robert Jacquet
Pour les articles homonymes, voir Jacquet.
Robert Jacquet, né à Moscou (Empire russe) le 6 avril 1906, et mort dans un accident de la route le 7 septembre 1970 à Perthes (Seine-et-Marne), est un rameur français.

## Biographie
Il a représenté la France aux Jeux olympiques d'été de 1936, finaliste en double-scull. Médaillé de bronze aux Championnats d'Europe de Berlin  1935, il faisait partie du Rowing-Club Paris.
Il a été champion de France en double-scull en 1935, 1936, 1937 et 1939, toujours avec André Giriat.
En juin 1935, la paire Giriat-Jacquet remporte également les régates internationales de Suresnes, organisée annuellement par le Comité des régates internationales de Paris (en double-scull).